# Nelore-Rind

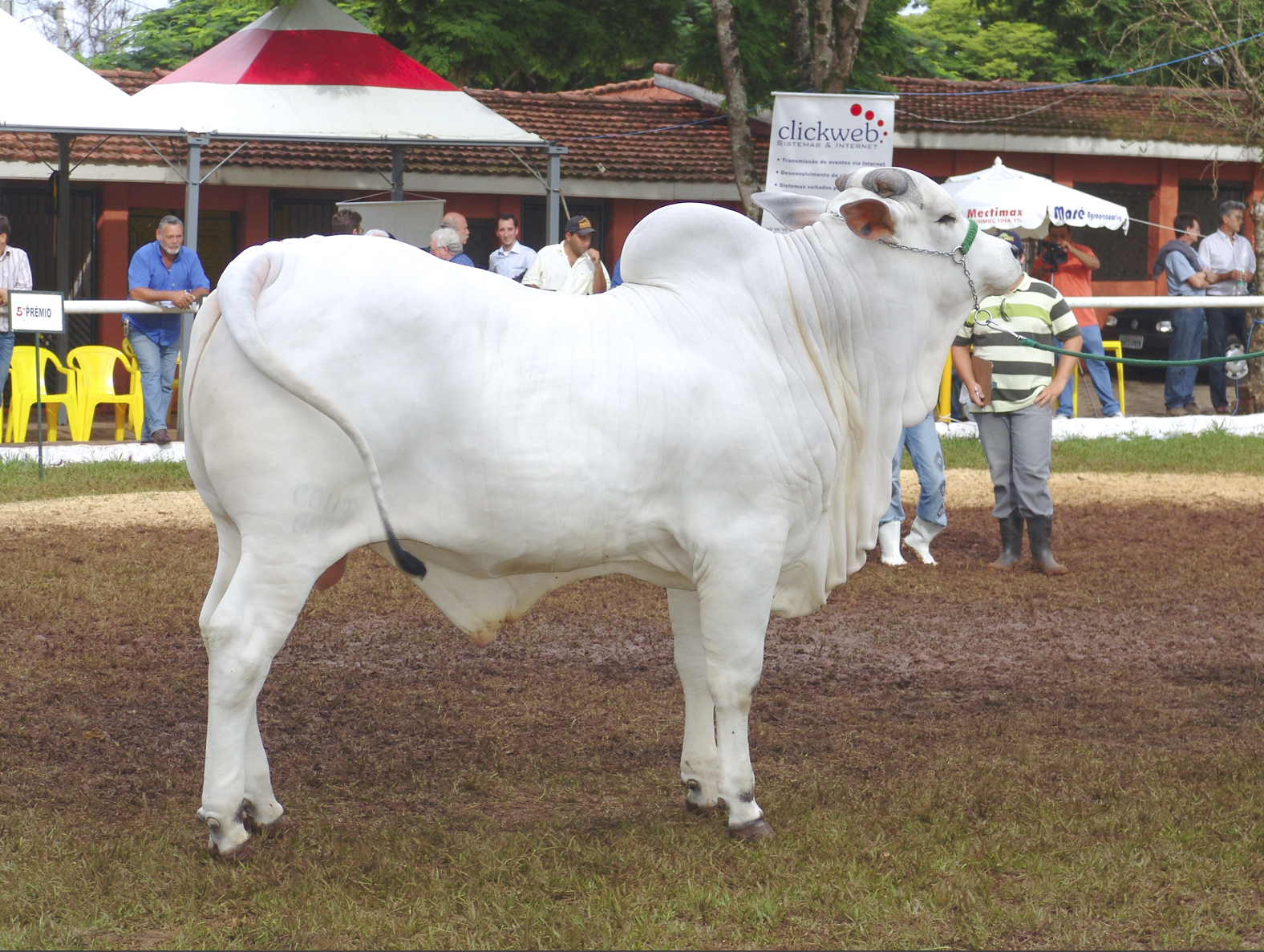
Nelore-Stier

Das Nelore-Rind ist eine Rasse von Zebu-Rindern und wurde in Brasilien aus aus Indien importierten Ongole-Rindern gezüchtet. Ihr Name kommt vom Distrikt Nellore in Andhra Pradesh in Indien . Nelores haben einen ausgesprochen großen Höcker, der sich über Schulter und Hals erstreckt. Ihre langen Beine helfen ihnen dabei, im Wasser zu waten und zu grasen.
Nelores können unter verschiedensten klimatischen Bedingungen gehalten werden. Sie sind sehr tolerant gegen hohe Temperaturen und haben eine natürliche Resistenz gegen Parasiten und Krankheiten.
Die meisten Nelores werden in Brasilien gezüchtet.